# Чикала
Чикала (итал. Cicala) је насеље у Италији у округу Катанцаро, региону Калабрија.
Према процени из 2011. у насељу је живело 990 становника. Насеље се налази на надморској висини од 858 м.

## Становништво
Према резултатима пописа становништва 2011. у општини је живело 1.008 становника.
| 1931. | 1936. | 1951. | 1961. | 1971. | 1981. | 1991. | 2001. | 2011. |
| ----- | ----- | ----- | ----- | ----- | ----- | ----- | ----- | ----- |
| 2.060 | 2.183 | 1.913 | 1.786 | 1.258 | 1.125 | 1.078 | 1.033 | 1.008 |